# 1-я отдельная бригада специального назначения
1-я отдельная бригада специального назначения имени Ивана Богуна (укр. 1-ша окрема бригада спеціального призначення імені Івана Богуна, сокр. 1 ОБрСпН, в/ч А4044) — тактическое соединение Сухопутных войск Украины.
В составе бригады, кроме жителей Украины, также воюют граждане еще 19 стран: Австралии, Белоруссии, Великобритании, Грузии, Эквадора, Ирландии, Канады, Нидерландов, Германии, Новой Зеландии, Норвегии, Румынии, США, Тайваня, Финляндии, Франции, Чехии, Швеции и Японии.

## История
Бригада была создана 4 марта 2022 года в Житомире. С самого начала своего существования участвовала в боевых действиях; в марте 2022 в Житомирской и Киевской областях, после свертывания Россией Киевского наступления сражалась весной и летом в Херсонской, Харьковской, Луганской и Донецкой областях, в частности, приняв участие в боях за Попасную, Лиман, Потёмкино и Высокополье. В сентябре бригада участвовала в контрнаступлении в Харьковской области, освободив Новую Гусаровку, Крысовку, Байрак, Балаклею и Изюм. В ноябре бригада наступала в Херсонской области, заняв Борозенское, Кучерское и Пятихатки
По состоянию на 4 марта 2023 года, по официальным данным, погибло 146 военнослужащих бригады.
1 октября 2023 года бригада получила боевое знамя.

## Состав
- 1-й отдельный батальон специального назначения[15] (515-й батальон[16] «Железные волки»[17])
- 2-й отдельный батальон специального назначения[18] (516-й батальон)
- 3-й отдельный батальон специального назначения[19] (517-й батальон «Гайдамаки»[20][21])
- 4-й отдельный батальон специального назначения (518-й батальон «Дикое поле»[22])
- медицинский пункт[23]

## Командование
- с марта 2022 — полковник Олег Феликсович Уминский